# Medusae Fossae
Das Grabensystem Medusae Fossae erstreckt sich zwischen den vulkanischen Zentren um Tharsis und Elysium entlang der Dichotomiegrenze. Die Medusae-Fossae-Formation scheint aus leicht erodierbarem Material zu bestehen. Dabei handelt es sich wahrscheinlich um sogenannte pyroklastische Ablagerungen, die von den Vulkanen der Tharsis-Region oder von Olympus Mons vor etwa 3,8 bis 3 Milliarden Jahren (in der Hesperischen Periode) stammen.